# Estação Riachuelo
Riachuelo é uma estação de trem da Zona Norte do Rio de Janeiro.

## História
Foi aberta em 1869. Seu nome original seria Riachuelo do Rio. Atualmente é uma estação de trens metropolitanos operada pela Supervia.

## Plataformas

### Dias Úteis
Plataforma 1a: Utilizada para trens com destino a Bangu, Campo Grande e Deodoro

Plataforma 1b: Utilizada para trens com destino a Central do Brasil (parador)

### Sábado
Plataforma 1a: Utilizada para trens com destino a Bangu e Santa Cruz (após as 10:00)

Plataforma 1b: Utilizada para trens com destino a Central do Brasil (parador)

### Domingos e Feriados
Plataforma 1a: Utilizada para trens com destino a Japeri e Santa Cruz

Plataforma 1b: Utilizada para trens com destino a Central do Brasil (parador)

## Referencias
1. ↑  
«EFCB - Estrada de Ferro Central do Brasil - Linha do Centro». Centro-Oeste Brasil. Consultado em 14 de outubro de 2012
2. ↑  https://www.supervia.com.br/pt-br/mapa-de-linhas